# Трикобальтниобий
Трикобальтниобий — бинарное неорганическое соединение
ниобия и кобальта
с формулой NbCo3,
кристаллы.

## Получение
- Спекание стехиометрических количеств чистых веществ:

{\displaystyle {\mathsf {Nb+3Co\ {\xrightarrow {1240^{o}C}}\ NbCo_{3}}}}

## Физические свойства
Трикобальтниобий образует кристаллы
гексагональной сингонии,
пространственная группа P 63/mmc,
параметры ячейки a = 0,47414 нм, c = 1,5458 нм, Z = 6,
структура типа диникельмагния MgNi2
.
Соединение образуется по перитектической реакции при температуре 1240°С .

## Химические свойства
- При медленном охлаждении ниже 1000°С эвтектоидно распадается [1]:

{\displaystyle {\mathsf {3NbCo_{3}\ {\xrightarrow {1000^{o}C}}\ NbCo_{2}+Nb_{2}Co_{7}}}}

## Применение
- Входит в состав эвтектических композиционных материалов [3].